# Harbin
Pronunciação
Harbin (em chinês 哈尔滨; em pinyin Hā'ěrbīn) é uma cidade da República Popular da China, sendo a capital da província de Heilongjiang. Seu nome é originalmente uma palavra Manchu, que significa "lugar para secar redes de pesca". Com uma população de mais de 4,5 milhões de habitantes na área urbana, é a décima cidade mais populosa da China, servindo como um importante centro político, econômico, científico, tecnológico e cultural, destacando-se por abrigar vários importantes institutos de pesquisa e universidades.
Tornou-se importante quando a Rússia obteve uma concessão nesta cidade, entre 1896 e 1924. Tinha até 1949 uma das maiores comunidades de europeus no Extremo Oriente. Harbin é apelidada "Pérola no pescoço do cisne", porque o formato da província de Heilongjiang assemelha-se a um cisne, ou "Moscou Oriental" ou "Paris Oriental", devido à arquitetura da cidade, com fortes influências ocidentais. Harbin é também chamada "Cidade do Gelo", devido ao seu longo e frio inverno.

## História
A presença humana em Harbin data de pelo menos 2200 antes de Cristo (Idade da Pedra tardia). A cidade já foi chamada Pinkiang.
A moderna Harbin originou-se em 1898, a partir de uma pequena vila, com o começo da construção das ferrovias chinesas (KVZhD) pela Rússia, uma extensão da Ferrovia Transiberiana.
Após a derrota russa na Guerra Russo-Japonesa (1904-1905), a influência russa na região diminuiu, e milhares de estrangeiros de 33 países, incluindo Estados Unidos, Alemanha e França, mudaram-se para Harbin. Dezesseis países lá estabeleceram consulados, e vários bancos e companhias industriais e comerciais.
Os chineses também logo estabeleceram negócios na cidade, tais como indústrias têxteis e alimentícias, e Harbin logo se estabeleceu como um grande centro do Nordeste da China e uma metrópole internacional.
Em dezembro de 1918, durante a Guerra Civil Russa, refugiados russos buscaram abrigo na cidade, que então tornou-se um grande centro de emigrantes russos, com a maior comunidade russa no exterior. Os russos estabeleceram escolas no sistema russo e passaram a publicar jornais em russo.
Com a venda da ferrovia (KVDZhD) aos japoneses, Harbin tornou-se parte do Estado Manchukuo, controlado pelos japoneses. Lá instalou-se a Unidade 731, dirigida pelo general Shiro Ishii, que realizava experiências usando humanos como cobaias. Em 1946, Harbin passou ao controle da República Popular da China, que ocupou a região. O restante da comunidade de europeus (russos, alemães, poloneses, gregos, etc.) emigrou durante os anos de 1950-1954 para a Austrália, Brasil e os Estados Unidos, ou retornaram aos seus países de origem.

## Cultura de inverno

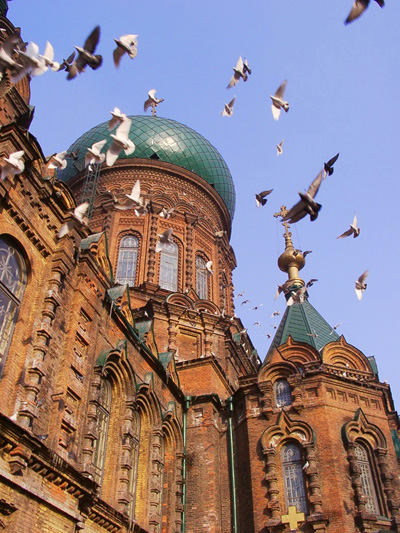
Igreja de Santa Sofia, em Harbin.

Por estar localizada no nordeste da China, sob influência direta dos ventos frios hibernais da Sibéria, Harbin tem temperaturas notavelmente baixas no inverno (-17 °C em média, com mínimas de até -38 °C). O Festival Internacional de Esculturas de Gelo e Neve de Harbin acontece todos os anos em janeiro, desde 1985, e é um dos quatro maiores eventos do gênero no mundo, juntamente com o de Sapporo no Japão, Quebec no Canadá, e Ski na Noruega. Harbin é também um grande polo de esportes de inverno,  tendo já albergado eventos como os Jogos Asiáticos de Inverno de 1996 e as Universíadas de Inverno de 2009.

## Relações internacionais

### Cidades-irmãs
- Niigata, Japão (1979)
- Aarhus, Dinamarca
- Edmonton, Canadá (1985)
- Oblast de Sverdlovsk, Rússia
- Minneapolis, Estados Unidos (1992)
- Anchorage, Estados Unidos
- Ekhuruleni, África do Sul
- Varsóvia, Polônia (1993)
- Daugavpils, Letônia
- Khabarovsk, Rússia
- Ploieşti, Romênia
- Asahikawa, Japão
- Bucheon, Coreia do Sul
- Salvador, Brasil
- Givatayim, Israel
- Griffith, Austrália
- Krasnodar, Rússia
- Cagayan de Oro City, Filipinas (2007)